# Василевський Євгеній Євгенійович
Євгеній Євгенійович Василевський — майстер-сержант Збройних Сил України, учасник російсько-української війни, що загинув в під час російського вторгнення в Україну.

## Життєпис
Народився 21 квітня 1975 року у м. Дніпрі, де мешкав і в подальшому.
З 1995 по 2000 роки проходив службу за контрактом в МВС України.
2 лютого 2015 року був призваний за мобілізацією до 72 ОМБр, у складі якої боронив місто Волноваху.
З 2016 по 2018 роки продовжив службу за контрактом і захищав м. Авдіївку, м. Маріуполь, Троіцьке.
З 2021 року проходив військову службу за контрактом у складі 92 ОМБр. З першого дня російського вторгнення в Україну боронив підступи до м. Харкова. Його підрозділ, одним з перших, зустрів ворога 24 лютого 2022 року, близько 5:00 (UTC+2) коли російські окупанти почали обстріли м. Харкова. Дві доби без сну і відпочинку, але ворог не зміг увійти в Харків.https://apostrophe.ua/news/society/2022-05-11/kak-ukrainskie-boytsyi-spasli-harkov-ot-zahvata-istoriya-boya-25-fevralya/268522
25 лютого 2022 року загинув в результаті ворожого обстрілу з БМ-21 «Град» мікрорайону Салтівка м. Харкова
Похований на Краснопільському цвинтарі у м. Дніпрі.
Вдома на нього чекали дружина Наталія, донька Катерина та син Кирило.

## Нагороди
- орден «За мужність» III ступеня (2022, посмертно) — За особисту мужність і самовіддані дії, виявлені у захисті державного суверенітету та територіальної цілісності України, вірність військовій присязі[3];
- Нагрудний знак «За взірцевість у військовій службі» I і II ступеня;
- Відзнака «За оборону Авдіївки»;
- Пам'ятна відзнака — медаль «За оборону Маріуполя»;
- Медаль «Сильному Духом»;
- Медаль УПЦ КП «За жертовність і любов до України».

## Вшанування пам'яті
Платформа пам'яті Меморіал https://www.victims.memorial/people/yevheniy-vasylevskyy
Стіна пам'яті загиблих за Україну